# Efrem Gidey
Efrem Gidey (* 3. September 2000) ist ein irischer Leichtathlet eritreischer Herkunft, der sich auf den Langstreckenlauf spezialisiert hat.

## Sportliche Laufbahn
Erste internationale Erfahrungen sammelte Efrem Gidey bei den Crosslauf-Europameisterschaften 2019 in Lissabon, bei denen er nach 19:01 min die Bronzemedaille im U20-Rennen gewann. 2022 startete er im 10.000-Meter-Lauf bei den Europameisterschaften in München und belegte dort in 27:59,22 min den siebten Platz. Im Dezember gelangte er bei den Crosslauf-Europameisterschaften in Turin nach 24:05 min auf den fünften Platz im U23-Rennen und gewann in der Teamwertung die Bronzemedaille. 2024 wurde er bei den Europameisterschaften in Rom in 28:16,94 min Zwölfter im A-Lauf über 10.000 Meter und im Dezember gelangte er bei den Crosslauf-Europameisterschaften in Antalya nach 23:08 min auf den 26. Platz im Einzelrennen. Zuvor stellte er im September in Kopenhagen mit 1:00:51 h einen neuen Landesrekord im Halbmarathon auf. Bei den Straßenlauf-Europameisterschaften 2025 in Löwen belegte er in 1:01:55 h den vierten Platz im Halbmarathon. Kurz zuvor verbesserte er den Landesrekord über 10.000 Meter auf 27:26,95 min.
2024 wurde Gidey irischer Meister im 10.000-Meter-Lauf.

## Persönliche Bestzeiten
- 3000 Meter: 7:58,11 min, 22. Juni 2024 in Loughborough
  - 3000 Meter (Halle): 8:05,69 min, 27. Januar 2024 in Dublin
- 5000 Meter: 13:23,83 min, 6. Juli 2024 in Maisons-Laffitte
- 10.000 Meter: 27:26,95 min, 29. März 2025 in San Juan Capistrano (irischer Rekord)
- 10-km-Straßenlauf: 27:43 min, 12. Januar 2025 in Valencia
- Halbmarathon: 1:00:51 h, 15. September 2024 in Kopenhagen (irischer Rekord)